# Kamil Wilczek
Kamil Wilczek (* 14. Januar 1988 in Wodzisław Śląski) ist ein ehemaliger polnischer Fußballspieler.

## Karriere

### Verein
Wilczek begann seine Karriere bei der Wodzislaw Football Academy. Im Jahr 2005 wechselte er zu Silesia Lubomia. Ab Sommer 2006 spielte er für ein Jahr in Spanien beim UD Horadada und in der zweiten Mannschaft des FC Elche, ehe er zu JKH GKS Jastrzębie in die zweite polnische Liga wechselte. Nach guten Leistungen schloss er sich Anfang 2009 Piast Gliwice an. Sein Debüt in der ersten polnischen Liga erfolgte im Februar desselben Jahres. Zwischen 2010 und 2013 trug er das Dress von Zagłębie Lubin. Ab 2013 lief er erneut für Piast Gliwice auf. In der Saison 2014/15 wurde er mit 20 erzielten Treffern sogar Torschützenkönig der Ekstraklasa. Sein Vertrag wurde trotzdem nicht verlängert und Wilczek muss Gleiwitz im Sommer 2015 wieder verlassen. Zur Saison 2015/2016 unterschrieb er schließlich einen 3-Jahres-Vertrag mit dem Serie-A-Neuling Carpi FC. Allerdings konnte er sich in Italien nicht durchsetzen und wechselt Ende Januar 2016 nach Dänemark zu Brøndby IF, wo er einen 3,5-Jahres-Vertrag unterschrieb. Nach einem kurzen Gastspiel 2020 bei Göztepe Izmir kehrte Wilczek im selben Jahr nach Dänemark zurück und unterschrieb einen Vertrag beim FC Kopenhagen. Im Januar 2022 kehrte er zu Piast Gliewice zurück, wo er seine Karriere nach der Saison 2023/24 beendete.

### Nationalmannschaft
Wilczek lief mehrmals für die U-19- und die U-21-Auswahl Polens auf. Sein Debüt in der A-Mannschaft Polens feierte er beim 2:1-Testspielsieg über Armenien, am 11. Oktober 2016, als er in der 85. Spielminute für Łukasz Teodorczyk eingewechselt wurde.

## Erfolge

### Als Vereinsspieler
- Dänischer Pokalsieger: 2017/18

### Auszeichnungen
- Torschützenkönig der Ekstraklasa: Saison 2014/15 (20 Tore)
- Stürmer der Saison in Polen: 2014/15
- Fußballer des Jahres in Polen: 2015
- Torschützenkönig im dänischen Pokal: 2016/17 (6 Tore)